# Bonifacio de Saboya
Bonifacio de Saboya (1217 – 18 de julio de 1270) fue prior de Nantua, obispo de Belley y arzobispo de Canterbury.
Bonifacio y su hermano mayor, el conde Amadeo IV de Saboya eran hijos de Tomás I de Saboya, conde de Saboya, y Margarita de Ginebra. No debe ser confundido con Bonifacio, Conde de Saboya, el hijo de Amadeo IV.
Bonifacio era prior de Nantua (1232-1253). Entonces fue preconizado obispo de Belley (1232-1243) en Borgoña y, en 1241, con la influencia de su sobrina, la reina Leonor de Provenza, esposa de Enrique III de Inglaterra, fue nombrado para encargarse de la archidiócesis de Canterbury. Bonifacio, sin embargo, no fue a Inglaterra hasta 1244 y formó parte, en el año siguiente (1245), del Concilio de Lyon I. Allí, fue consagrado por Inocencio IV pero fue solamente en 1249 cuando volvió a Inglaterra y fue entronizado en Canterbury.
Durante la segunda guerra de los Barones, Bonifacio empezó posicionándose a favor de la causa de los obispos ingleses contra las exigencias del Papa y del rey, pero poco a poco se aproximó a las posturas del rey. En 1262, se retiró a Francia, en donde se unió al legado papal en la excomulgación a los barones. Con el triunfo del Rey en 1265, volvió a Inglaterra. 
Bonifacio fue llamado por el papa Urbano IV para reparar o reconstruir los edificios en Lambeth. La actual capilla inglesa del palacio es fruto de su trabajo. Murió en 1270, durante una visita a su tierra natal. 
Es venerado como beato por la Iglesia católica, que le recuerda el 13 de marzo.